# Marche de protestation de Pottuvil à Polikandy
 (mai 2022).
La mise en forme du texte ne suit pas les recommandations de Wikipédia : il faut le « wikifier ».
Les points d'amélioration suivants sont les cas les plus fréquents. Le détail des points à revoir est peut-être précisé sur la page de discussion.
- Les titres sont pré-formatés par le logiciel. Ils ne sont ni en capitales, ni en gras.
- Le texte ne doit pas être écrit en capitales (les noms de famille non plus), ni en gras, ni en italique, ni en « petit »…
- Le gras n'est utilisé que pour surligner le titre de l'article dans l'introduction, une seule fois.
- L'italique est rarement utilisé : mots en langue étrangère, titres d'œuvres, noms de bateaux, etc.
- Les citations ne sont pas en italique mais en corps de texte normal. Elles sont entourées par des guillemets français : « et ».
- Les listes à puces sont à éviter, des paragraphes rédigés étant largement préférés. Les tableaux sont à réserver à la présentation de données structurées (résultats, etc.).
- Les appels de note de bas de page (petits chiffres en exposant, introduits par l'outil «  Source ») sont à placer entre la fin de phrase et le point final[comme ça].
- Les liens internes (vers d'autres articles de Wikipédia) sont à choisir avec parcimonie. Créez des liens vers des articles approfondissant le sujet. Les termes génériques sans rapport avec le sujet sont à éviter, ainsi que les répétitions de liens vers un même terme.
- Les liens externes sont à placer uniquement dans une section « Liens externes », à la fin de l'article. Ces liens sont à choisir avec parcimonie suivant les règles définies. Si un lien sert de source à l'article, son insertion dans le texte est à faire par les notes de bas de page.
- La présentation des références doit suivre les conventions bibliographiques. Il est recommandé d'utiliser les modèles {{Ouvrage}}, {{Chapitre}}, {{Article}}, {{Lien web}} et/ou {{Bibliographie}}. Le mode d'édition visuel peut mettre en forme automatiquement les références.
- Insérer une infobox (cadre d'informations à droite) n'est pas obligatoire pour parachever la mise en page.

Pour une aide détaillée, merci de consulter Aide:Wikification.
Si vous pensez que ces points ont été résolus, vous pouvez retirer ce bandeau et améliorer la mise en forme d'un autre article.
 (mai 2022).
Pottuvil to Polikandy (en Tamoul : பொத்துவில்-பொலிகண்டி பேரணி) plus couramment désigné sous l'abréviation P2P est une marche de protestation qui s'est déroulée du 3 au 7 février 2021 organisé par le peuple Tamoul qui a réunis les membres des différentes communautés religieuses (chrétienne, musulmanes, hindouistes) ainsi que plusieurs politiciens tamouls, étudiants, membres de mouvements pour les droits civiques qui ont marché pendant une période de 4 jours de la ville de Pottuvil dans le district d'Ampara, province de l'Est, jusqu'au lieu de Polikandy dans la ville de Point Pedro dans le district de Jaffna, province du Nord. Ces deux lieux correspondent aux territoires du Tamil Eelam revendiqué par les Tamouls.
On estime à plus de 50 000 le nombre de personnes présentes.
À la suite d'une absence de mesures de la part de l'Etat sri lankais concernant les demandes des familles de disparues, les demandes de justices pour les civils tuées dans le cadre de la guerre d'indépendance du Tamil Eelam et plus largement dans le cadre de la guerre civile au Sri Lanka les manifestants ont voulus à travers un objectif commun attirer l'attention des nations de l'ONU sur diverses violations des droits de l'homme commises par le gouvernement sri-lankais à l'encontre des populations tamoule et musulmane.
Ces manifestations interviennent après que le Sri Lanka ai rejeté un rapport de la Haut-Commissaire des Nations unies aux droits de l'homme, Michelle Bachelet, appelant à une "action internationale pour garantir la justice pour les crimes internationaux" qui auraient été commis pendant les 26 ans de guerre civile. En effet selon les premières estimations prudentes de l'ONU, environ 100 000 personnes ont été tuées pendant la guerre civile. Un rapport ultérieur d'experts de l'ONU a indiqué que 40 000 civils de l'ethnie tamoule pourraient avoir été tués au cours des derniers mois de combat.
Une lettre synthétisant les revendications des manifestants de Pottuvil à Polikandy dans une lettre adressée aux Nations unies. a été adressé au Haut Commissaire des Nations unies aux droits de l'homme et au Conseil des droits de l'homme des Nations unies (CDHNU), elles soulignent qu'ils participent à une marche pacifique de Pottuvil à Polikandi afin d'attirer l'attention sur les principaux problèmes auxquels est confrontée la communauté tamoule dans son pays. Parmi les problèmes soulignés dans la lettre figurent la poursuite de l'accaparement des terres et la colonisation cingalaise des zones traditionnellement tamoules, la militarisation continue et croissante des terres tamoules et le déni du droit de se souvenir de ceux qui ont donné leur vie dans la lutte des Tamouls pour le droit à l'autodétermination.
Plusieurs commémorations ont eu lieu durant la marche notamment à Nelliady, la ville natale du premier tigre noir des LTTE, le capitaine Miller. De plus à Nallur, les marcheurs se sont également arrêtés pour rendre hommage à un monument dédié au lieutenant-colonel Thileepan, un chef de l'aile politique des LTTE qui a jeûné jusqu'à la mort, dans le cadre d'une manifestation appelant le gouvernement indien à honorer les promesses faites au peuple tamoul. une minute de silence a aussi été observée en son honneur dans la ville.